# Wanica
Wanica is een district van Suriname, dat tot de herindeling van de districten in 1983 'District Suriname' heette. Wanica ligt direct ten zuidwesten van Paramaribo en grenst verder aan de districten Saramacca in het westen, Para in het zuiden en Commewijne in het oosten. In het uiterste noorden grenst het enkele kilometers aan de Atlantische Oceaan. De hoofdplaats van Wanica is Lelydorp, het heeft 118.222 inwoners (per 2014) en een oppervlakte van niet meer dan 442 km².

## Geschiedenis

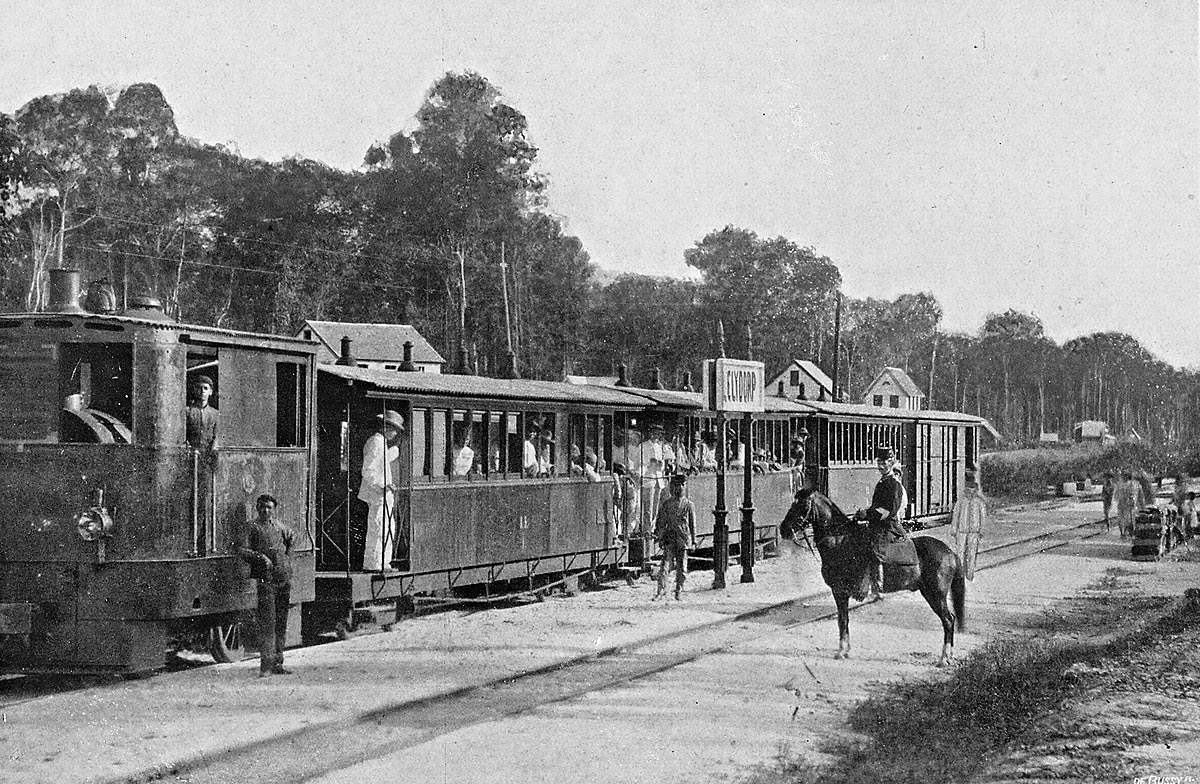
De halte Lelydorp in 1915 aan de Lawaspoorweg.

In 1905 werd het dorpje Kofidjompo omgedoopt in Lelydorp, vernoemd naar ingenieur en toenmalige gouverneur van Suriname, Cornelis Lely.
Wanica is als district pas ontstaan in 1983. Het was het laatst overgebleven deel van het voormalige district Suriname (niet te verwarren met het land Suriname), nadat dit ooit grote voormalige district meerdere keren was verdeeld. Het moest in 1983 flinke stukken van zijn territorium prijsgeven aan de districten Paramaribo, Para en Commewijne.
Wanica is vernoemd naar enkele namen in het gebied zoals het Pad van Wanica (later veranderd in Indira Gandhiweg), de Wanicakreek en de Wanicapolder. De naam Wanica is van inheemse herkomst.

## Bevolking
Volgens de volkstelling van 2012 telt het district Wanica 118.222 inwoners, waarvan Hindoestanen met 51.813 mensen het omvangrijkst zijn (43,8%). Verder leven er 21.175 Javanen (17,9%), 18.039 marrons (15,3%), 11.021 creolen (9,3%), 1.766 inheemsen (1,5%), 969 Chinezen (0,8%) en 608 Afro-Surinamers (0,5%). Er leven verder 11.666 inwoners van gemengde afkomst (9,9%).
Met een bevolkingsdichtheid van 267,5 inw/km² (per 2014) is Wanica het dichtstbevolkte district buiten Paramaribo.
| Census 2012     | Aantal  | %      |
| --------------- | ------- | ------ |
| Hindoestanen    | 51.813  | 43,83% |
| Javanen         | 21.175  | 17,91% |
| Marrons         | 18.039  | 15,26% |
| gemengd         | 11.666  | 9,87%  |
| Creolen         | 11.021  | 9,32%  |
| Inheemsen       | 1766    | 1,49%  |
| Chinezen        | 969     | 0,82%  |
| Afro-Surinamers | 608     | 0,51%  |
| overige         | 584     | 0,49%  |
| onbekend        | 351     | 0,30%  |
| Blanken         | 230     | 0,20%  |
| Totaal          | 118.222 | 100%   |

## Geografie
Wanica is qua oppervlakte het op een na kleinste district van Suriname. Het district kent twee rivieren; in het zuidwesten de Saramacca, op de grens met het district Saramacca, en in het zuidoosten de Suriname, die de grens vormt met het district Commewijne.

## Ressorten

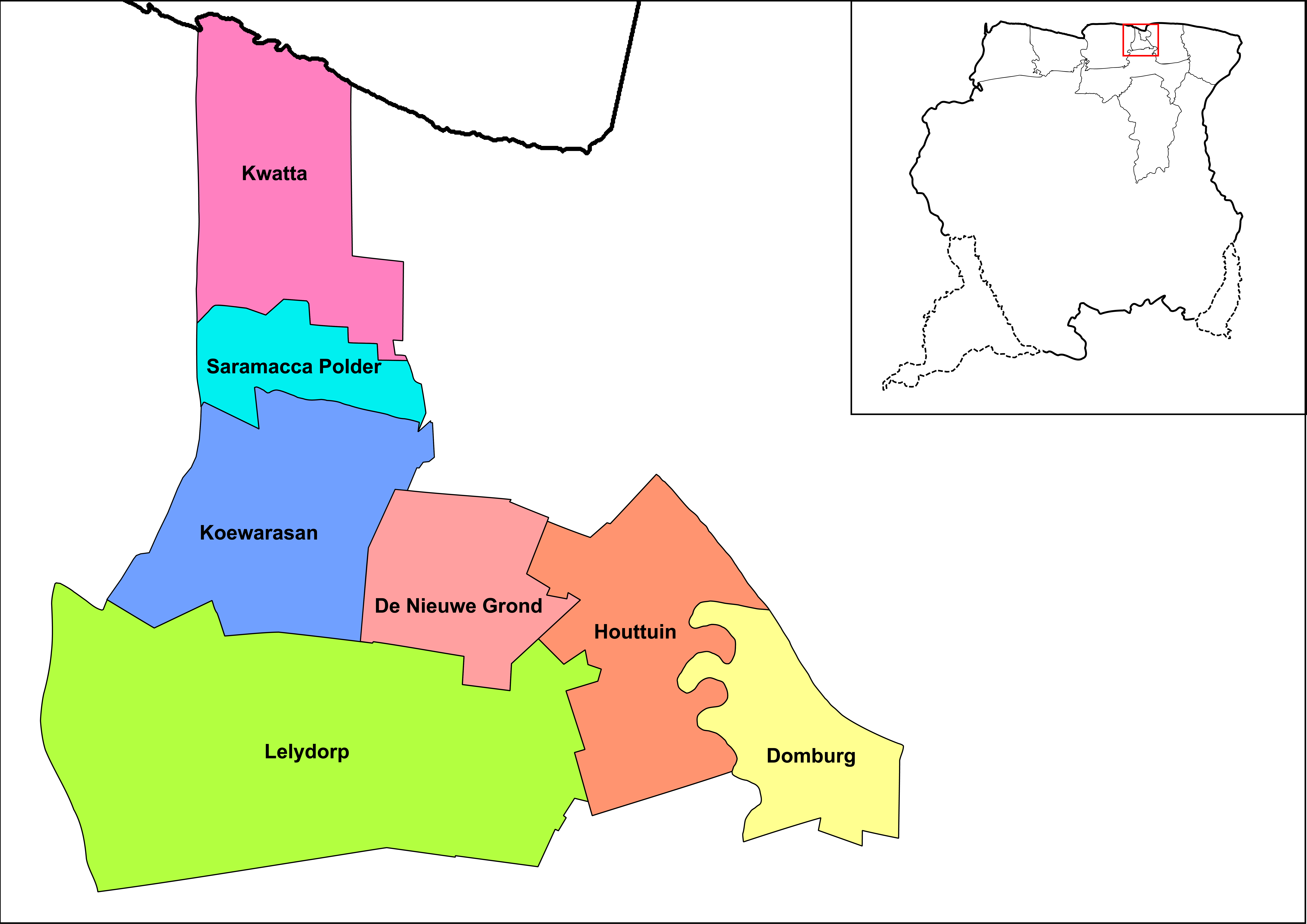
Ressorten van Wanica
De Nieuwe Grond (zalmroze)
Domburg (geel)
Houttuin (oranje)
Koewarasan/De Nieuwe Grond (donkerblauw)
Kwatta (magenta)
Lelydorp (groen)
Saramaccapolder (lichtblauw)

| Ressort          | km² | Inwoners |
| ---------------- | --- | -------- |
| Koewarasan       | 71  | 27.713   |
| De Nieuwe Grond  | 38  | 26.161   |
| Lelydorp         | 148 | 18.663   |
| Houttuin         | 58  | 15.656   |
| Kwatta           | 62  | 14.151   |
| Saramaccapolder  | 28  | 10.217   |
| Domburg          | 37  | 5.661    |
| Totaal           | 442 | 118.222  |
| Cijfers van 2013 |     |          |

### Bestuur
Tot 2016 had Wanica één districtscommissaris en daarna twee. Het district is sindsdien onderverdeeld in Wanica-Zuidoost waarin de ressorten Domburg, Houttuin, Lelydorp en De Nieuwe Grond zijn opgenomen en Noordwest waarin de ressorten Kwatta, Koewarasan en Saramaccapolder (Leidingen) zijn opgenomen. Hieronder volgt een incomplete lijst van districtscommissarissen die het district hebben bestuurd:
| District | districtscommissaris  | van    | tot  |
| -------- | --------------------- | ------ | ---- |
| Wanica   | Ramdjes Soekaransingh | ≤ 2004 | 2011 |
| Wanica   | Ravin Jiawan          | 2011   | 2014 |
| Wanica   | Roline Samsoedien     | 2014   | 2016 |

| districtscommissaris     | van  | tot   |
| ------------------------ | ---- | ----- |
| Sarwankoemar Ramai       | 2016 | 2019  |
| Wedprekash Joeloemsingh  | 2019 | 2020  |
| Suraksha Sital-Hirasingh | 2020 | 2023  |
| Bholanath Narain         | 2023 | heden |

| districtscommissaris | van  | tot   | Opmerking               |
| -------------------- | ---- | ----- | ----------------------- |
| Ajaikoemar Kali      | 2016 | 2017  | Zuidoost met Hankers    |
| Audrey Hankers       | 2016 | 2020  | Zuidoost eerst met Kali |
| Shafiek Goelaman     | 2020 | heden |                         |

Brokopondo · Commewijne · Coronie · Marowijne · Nickerie · Para · Paramaribo · Saramacca · Sipaliwini · Wanica
De Nieuwe Grond · Domburg · Houttuin · Koewarasan · Kwatta · Lelydorp · Saramaccapolder